# 林肯瓦利鎮區 (北達科他州迪瓦德縣)
林肯瓦利鎮區（英語：Lincoln Valley Township）是位於美國北達科他州迪瓦德縣的一個鎮區。

## 地方資料
林肯瓦利鎮區的面積為93.27平方千米，當中陸地面積為91.44平方千米，而水域面積為1.83平方千米。根據2020年美國人口普查的數據，當地共有人口17人，而人口密度為每平方千米0.18人。